# Hang Phia Vài
Hang Phia Vài nằm ở sườn núi đá vôi ở vùng đất bản Cốc Ngận xã Khuôn Hà, huyện Lâm Bình tỉnh Tuyên Quang, Việt Nam.
Theo phân chia hành chính trước đây thì Cốc Ngận thuộc xã Xuân Tân, huyện Nà Hang, Tuyên Quang.
Hang hiện nằm trong vùng hồ Na Hang của Thủy điện Tuyên Quang.

## Vị trí
Hang nằm trong núi đá vôi phía đông suối Cốc Ngận, suối này chảy theo hướng nam-bắc đổ vào sông Gâm .
Hang cách đập Nhà máy cỡ 30 km đường thẳng hướng tây bắc.22°21′38″B 105°24′04″Đ / 22,360479°B 105,401016°Đ Gần với đập Tuyên Quang còn có hang Phia Muồn 22°22′04″B 105°26′56″Đ / 22,367853°B 105,448979°Đ.

## Khảo cổ
Tại di chỉ hang Phia Vài, Bảo tàng Tuyên Quang và Viện Khảo cổ học năm 2005 đã khai quật được bộ di cốt người nguyên thủy mà theo giới chuyên môn thì đó là hài cốt của người chết được chôn theo tư thế nằm ngửa bó gối, một trong những tư thế mai táng quen thuộc của cư dân văn hóa Hòa Bình, Đa Bút, Quỳnh Văn. Dựa vào kết quả nghiên cứu nhân trắc học, có thể cho rằng đó là bộ xương của một người đàn bà khoảng 45 - 50 tuổi, cao chừng 1,56 m. Về loại hình chủng tộc, có thể cho rằng sọ Phia Vài và sọ Đú Sáng ở tỉnh Hòa Bình là những bằng chứng đầu tiên về sự xuất hiện những sọ Mongoloid đầu tròn và ngắn. Đây là nhận thức hoàn toàn mới về cư dân văn hóa tiền sử Việt Nam, trong đó có chủ nhân văn hóa Hòa Bình .
Điều đặc biệt có giá trị khoa học cao là trong khi xử lý ở hốc mắt, đã phát hiện 2 vỏ ốc nằm gọn trong hốc mắt của người đàn bà. Đây là loại ốc biển có tên khoa học là Cyprea arabica mà tên Việt Nam gọi là ốc loa hay ốc lợn. Con ốc nằm ngửa trong hốc mắt trái, dài 27,61 mm, rộng 16 mm. Con ốc trong hốc mắt phải, dài 21,61 mm, rộng 13,13 mm nằm hơi chúi đầu xuống phía dưới. Trong mộ còn tìm được vài con ốc giống hệt hai con ốc trên. Người xưa thường dùng loại ốc này làm đồ trang sức, đôi khi là vật trao đổi hàng hóa, nên gọi là ốc tiền. Trong lúc khâm liệm người chết, người ta đã đặt lên mỗi mắt một con ốc, để khi phần da thịt tiêu đi thì con ốc sẽ tụt xuống hốc mắt như thay cho con mắt. Dựa vào vị trí của xương tay, xương sườn, chậu hông và các đốt bàn tay, bàn chân, có thể cho rằng đây là di cốt chôn nguyên dạng (chôn lần đầu), không phải mộ cải táng.
Trong lịch sử nghiên cứu các cốt sọ Tiền sử ở Việt Nam và Đông Nam Á, chưa hề thấy cách khâm liệm đặt ốc vào hốc mắt. Đây là bộ xương đầu tiên phát hiện được ở tỉnh Tuyên Quang và Đông Nam Á - một phát hiện cực kỳ quan trọng về mặt cổ nhân học.